# Saison 6 de Médium
Chronologie
Saison 5 Saison 7
Cet article présente le guide des épisodes de la sixième saison de la série télévisée Médium.

## Distribution de la saison

### Acteurs principaux
- Patricia Arquette (V. F. : Françoise Cadol) : Allison DuBois
- Jake Weber (V. F. : Pierre Tessier) : Joe (Joseph) DuBois
- Miguel Sandoval (V. F. : Philippe Catoire) : Procureur Manuel Devalos
- Sofia Vassilieva (V. F. : Lisa Caruso) : Ariel DuBois
- Maria Lark (V. F. : Alice Orsat) : Bridget DuBois
- David Cubitt (V. F. : Renaud Marx) : Détective Lee Scanlon
- Madison Carabello (V. F. : Jeanne Orsat) : Marie DuBois

### Acteurs récurrents
- Bruce Gray (V. F. : Jean-Pierre Rigaux) : Père de Joe
- Tina DiJoseph (en) (V. F. : Cathy Diraison) : Adjointe au maire Lynn DiNovi
- Kathy Baker (V. F. : Mireille Delcroix) : Marjorie DuBois
- Roxanne Hart : Lily Devalos
- Dean Norris : Paul Scanlon, frère de Lee
- Joel David Moore : Keith Bruning
- Mitch Pileggi : Dan Burroughs

## Épisodes

### Épisode 1:Les Larmes d'Eros
- États-Unis /  Canada : 25 septembre 2009 sur CBS / /A\[1]
- Suisse : 13 août 2010 sur TSR1
- France : 14 août 2010 sur M6
- Québec : 24 août 2010 sur Ztélé[2]
- Belgique : sur RTL-TVI

- États-Unis : 8,87 millions de téléspectateurs

- Natalie Zea (Sophie Cullen)
- Pruitt Taylor Vince (Peter Winant)
- J.C. Mackenzie (Dan Taper)
- Ben Bodé (Drew Campbel)
- Deirdre Lovejoy (Dr Messner)
- Joshua Rush (Tanner Campbel)

### Épisode 2:Confessions d'un masque
- États-Unis : 2 octobre 2009 sur CBS
- Suisse : 13 août 2010 sur TSR1
- France : 14 août 2010 sur M6
- Québec : 31 août 2010 sur Ztélé

- États-Unis : 7,84 millions de téléspectateurs
- France : 1,9 million de téléspectateurs

- Brent Briscoe (Trent)
- Jennifer Missoni (Elena Agronov)
- Chris McGarry (Kevin Charles)
- Gia Mantegna (Devin Mitchell)
- Mia Barron (Gretchen Mitchell)
- Del Zamora (Maintenance Man)

### Épisode 3:Coup de grâce
- États-Unis : 9 octobre 2009 sur CBS
- Suisse : 13 août 2010 sur TSR1
- France : 14 août 2010 sur M6
- Québec : 7 septembre 2010 sur Ztélé

- États-Unis : 8,29 millions de téléspectateurs
- France : 1,9 million de téléspectateurs

- Oded Fehr (Dr Thomas Statler)
- Bruce McGill (Jerry Carlisle)
- Eddie Jemison (Willem Wittmar)
- Martha Plimpton (Rosemary Widdick)
- Graham Shiels (Dr Erikson)
- Vivian Bang (First Nurse)
- Reedy Gibbs (Second Nurse)
- Pam Bel Anu (Nurse #3)
- Ameenah Kaplan (Nurse #4)

### Épisode 4:Signes extérieurs de folie
- États-Unis : 16 octobre 2009 sur CBS
- Suisse : 20 août 2010 sur TSR1
- France : 21 août 2010 sur M6
- Québec : sur Ztélé

- États-Unis : 8,1 millions de téléspectateurs

- Joel David Moore (Keith Bruning)
- Fisher Stevens (Neal Greybridge)
- Marcus Giamatti (Lance Pauling)
- Brian Avers (Brian Fondran)
- Ric Sarabia (John David Boatner)
- Mimi Lieber (Speech Therapist)
- Marc Aden Gray (Evan Boyce)
- Liz Jenkins (Hospice Nurse)
- Jason Paul Field (First Man in Lineup)
- Shane Woodson (Second Man in Lineup)

### Épisode 5:Un seul être vous manque
- États-Unis : 23 octobre 2009 sur CBS
- Suisse : 20 août 2010 sur TSR1
- France : 21 août 2010 sur M6

- États-Unis : 8,48 millions de téléspectateurs

- Tina DiJoseph (Lynn DiNovi)
- Abby Brammell (Dana Carlow)
- Christopher Wiehl (Scott Carlow)
- Daniella Alonso (Elizabeth Torres)
- Yancey Arias (Alberto Torres)
- Khary Payton (Mr. Bronson)
- Harley Graham (Little girl/Lucy Carlow)
- Kofi Natei (Uniformed Police Officer)
- Gary Wolf (Music Store Clerk)
- François Giroday (Waiter)

### Épisode 6:La Nuit des Morts-Vivants
- États-Unis : 23 octobre 2009 sur CBS
- Suisse : 20 août 2010 sur TSR1
- France : 21 août 2010 sur M6

- États-Unis : 7,82 millions de téléspectateurs

- Aida Turturro (Bobbi Catalano)
- Cassandra Peterson aka Elvira (elle-même)
- Melanie Paxson (Miss Colletto)
- Molly Hagan (E.R. Doctor)
- Walter Addison (Carl Catalano)
- John Lee Ames (Edgar Kripke)

### Épisode 7:Sous la contrainte
- États-Unis : 6 novembre 2009 sur CBS
- Suisse : 27 août 2010 sur TSR1[3]
- France : 28 août 2010 sur M6[4]

- États-Unis : 7,74 millions de téléspectateurs

- Annamarie Kenoyer (Ashley Whitaker)
- Shea Whigham (Patrick Wilkes)
- Hayley McFarland (Jamie Portman)
- Todd Louiso (Troy Sanborn)
- Faith Prince (Lauren Portman)
- Franc Ross (Jesse Reeder)
- Emily Swallow (Erica Duvall)
- Rizwan Manji (Rental Agent)
- Nija Okoro (Bank Teller)
- Rob Riley (Police Officer)
- Adam Monley (Young Man)
- Lindsay Atwood (Young Woman)
- Luis Figueroa (Latino Man)
- Pilar Holland (Latino Woman)

### Épisode 8:Au nom du père
- États-Unis : 13 novembre 2009 sur CBS
- Suisse : 27 août 2010 sur TSR1[3]
- France : 28 août 2010 sur M6[4]

- États-Unis : 8,16 millions de téléspectateurs

- Brian Avers (Brian Fondran)
- Amy Pietz (Nancy Covington)
- Matt Prokop (Kyle "Casey" Covington)
- Joe Manganiello (Angelo Filipelli)
- Lorin McCraley (Earl Sanderson)
- John Ellison Conlee (Lloyd Darby)
- Larry Herron (Man)

### Épisode 9:La Loi des nombres
- États-Unis : 20 novembre 2009 sur CBS
- Suisse : 27 août 2010 sur TSR1[3]
- France : 28 août 2010 sur M6[4]

- États-Unis : 7,8 millions de téléspectateurs

- Tom Verica (Detective Aaron Carver)
- Rolando Boyce (Randy Littleton)
- Khalil Kain (Malcolm Littleton)
- Rick Gonzalez (Juan Espinosa)
- Bruce Gray (Joe's Dad)
- Mitch Pileggi (Dan Burroughs)
- Brian Avers (Brian Fondran)
- James Leo Ryan (Levar Cole)
- Rey Gallegos (Cesar)
- Andrew Borba (Doctor)
- Timothy Covington (Young Man)
- Keith McDonald (Young Executive #1)
- Adam Smith (Young Executive #2)
- Carol Potter (Secretary)

### Épisode 10:Frissons
- États-Unis : 4 décembre 2009 sur CBS
- Suisse : 3 septembre 2010 sur TSR1[5]
- France : 4 septembre 2010 sur M6[4]

- États-Unis : 6,96 millions de téléspectateurs

- Tina DiJoseph (Lynn DiNovi)
- Matt Letscher (Dr Erik Westphal)
- William Allen Young (Wesley Judson)
- Gregory Sims (Mitchell Lomis)
- Kent Shocknek (Newscaster)
- Dariush Kashani (Doctor)

### Épisode 11:Maniaque de l'échange
- États-Unis : 8 janvier 2010 sur CBS
- Suisse : 3 septembre 2010 sur TSR1[5]
- France : 4 septembre 2010 sur M6[4]

- États-Unis : 8,87 millions de téléspectateurs

- Pablo Schreiber (Jeremy Kiernan)
- Joel David Moore (Keith Bruning)
- Jess Weixler (Mandy Sutton)
- Alexie Gilmore (Gretchen Morgan)
- Brian Avers (Brian Fondran)
- Spencer Garrett (HR Executive)
- Michael Sollenberger (Doctor)
- Ted Garcia (Reporter #1)
- Megan Henderson (Reporter #2)
- Alejandro Furth (Morgue Attendant)
- Jaimi Paige (Waitress)
- Thomas Hoffman (Boy #1)

### Épisode 12:Le Corbeau
- États-Unis : 15 janvier 2010 sur CBS
- Suisse : 3 septembre 2010 sur TSR1[5]
- France : 11 septembre 2010 sur M6[4]

- États-Unis : 8,96 millions de téléspectateurs

- Olivia Sandoval (Arianna Devalos)
- Roxanne Hart (Lily Devalos)
- Will McCormack (William Gerwin)
- Beth Grant (Librarian)
- Rick Worthy (The Regal Man)
- Erin Raftery (Deanna Whalen)
- Carlos Sanz (Man in Suit)

### Épisode 13:Mascarades
- États-Unis : 22 janvier 2010 sur CBS
- Suisse : 10 septembre 2010 sur TSR1[6]
- France : 4 septembre 2010 sur M6[4]

- États-Unis : 8,02 millions de téléspectateurs

- Danielle Panabaker (Summer Lowry)
- Dennis Boutsikaris (Dr Anthony Woodel)
- Alexandra Krosney (Keelin McKinney)
- Tobias Segal (en) (Chad Lowry)
- Bridget Ann White (Rebecca Lowry)
- John Demita (Ted Lowry)
- Michole Briana White (en) (Dr Cheryl Kung)
- Aaron Refvem (Finn Miller)
- Kyle Colerider-Krugh (Mr. Marcotullio)
- Britt Flatmo (Young Summer Lowry)

### Épisode 14:Gentleman hacker
- États-Unis : 5 février 2010 sur CBS
- Suisse : 10 septembre 2010 sur TSR1[6]
- France : 11 septembre 2010 sur M6[4]

- États-Unis : 9,1 millions de téléspectateurs

- Diedrich Bader (Fred Rovick)
- Ian Reed Kesler (Mister Teefers)
- Ellen Hollman (Mallory Kessinger)
- John Vickery (Gerald Prosser)
- Connor Rosen (Jeb Behrends)
- William Schallert (J. Donald Kessinger)
- Eve Gordon (Patty Staley)
- Johnny Chavez (Bailiff)

### Épisode 15:Self-Défense
- États-Unis : 5 mars 2010 sur CBS
- Suisse : 10 septembre 2010 sur TSR1[6]
- France : 11 septembre 2010 sur M6[4]

- États-Unis : 7,91 millions de téléspectateurs

- Tina DiJoseph (Lynn DiNovi)
- Laura Prepon (Kira Hudack)
- Dean Norris (Paul Scanlon)
- Derek Phillips (Sean Riley)
- Daniel Booko (Crew Cut)
- Jeffrey Hutchinson (Doctor)
- Eric Christie (Man in Suit)
- Shaun Baker (Paramedic)
- Lysander Abadia (X-Ray Tech)
- Ana Lucasey (Kate Hatton)

### Épisode 16:Noces de sang
- États-Unis : 12 mars 2010 sur CBS
- Suisse : 17 septembre 2010 sur TSR1[7]
- France : 18 septembre 2010 sur M6[4]

- États-Unis : 7,62 millions de téléspectateurs

- Betty Gilpin (Kim Clement)
- Bruce Gray (Joe's Dad)
- Kathy Baker (Marjorie Dubois)
- Ellen Geer (Grandma Benoit)
- Geoffrey Arend (Andy Seward)
- Stephanie Pearson (Julie Pinsley)
- Jenette Goldstein (Mrs. Pinsley)
- Dwight Ewell (Florist)
- John Forest (DJ)
- Tom Beyer (Officiant)
- Emerson Brooks (Police Officer)
- Douglas Dickerman (Grown Man)

### Épisode 17:Don du sang. Groupe A
- États-Unis : 2 avril 2010 sur CBS
- Suisse : 17 septembre 2010 sur TSR1[7]
- France : 18 septembre 2010 sur M6[4]

- États-Unis : 6,2 millions de téléspectateurs

- Joel David Moore (Keith Bruning)
- Brian Avers (Brian Fondran)
- Mitch Pileggi (Dan Burroughs)
- Vanessa Marano (Jennifer Whitten)
- Sierra McCormick (Adolescent Allison)
- Gabriel Morales (Adolescent Devalos)
- William Peltz (Nervous Young Man)
- Mike Hagerty (Large Man)
- Erik Scott Smith (Nicky)

### Épisode 18:Don du sang. Groupe B
- États-Unis : 9 avril 2010 sur CBS
- Suisse : 17 septembre 2010 sur TSR1[7]
- France : 18 septembre 2010 sur M6[4]

- États-Unis : 7,54 millions de téléspectateurs

- Joel David Moore (Keith Bruning)
- Brian Avers (Brian Fondran)
- Mitch Pileggi (Dan Burroughs)
- Vanessa Marano (Jennifer Whitten)
- David Dayan Fisher (Jonathan Thigpen)
- Cornell Womack (Colonel Mark Reidy)
- Leslie Thurston (Nurse)
- Matt Biedel (Highway Patrolman)
- Emily Alyn Lind (Six-Year Old Girl)
- Katherine Kamhi (Whitten Mom)

### Épisode 19:Sal alarme
- États-Unis : 30 avril 2010 sur CBS
- France : 18 septembre 2010 sur M6[4]
- Suisse : 24 septembre 2010 sur TSR1[8]

- États-Unis : 6,28 millions de téléspectateurs

- Holliston Coleman (Hannah)
- Greg Germann (Alan Hahn)
- Melinda McGraw (Sondra Hahn-Barker)
- Jonathan Silverman (Matt Mulhearn)
- Raphael Sbarge (Josh Berryman)
- Ryun Yu (Henry)
- Annika Peterson (Amy Mulhearn)

Allison voit en rève un de ses voisins en tuer un autre. Il se trouve que c'est déjà le 3° meurtre similaire dans la région. Effrayés par la proximité d'un possible tueur en série, les Dubois font installer une alarme.

### Épisode 20:Avec le temps
- États-Unis : 7 mai 2010 sur CBS
- Suisse : 24 septembre 2010 sur TSR1[8]
- France : 25 septembre 2010 sur M6[4]

- États-Unis : 7,12 millions de téléspectateurs

- Michael Rady (Liam McManus)
- Jenna Gavigan (Mrs. Lisa Kerrigan)
- Myk Watford (Daniel Kerrigan)
- Pierce Driessen (10-Year-Old Brendan Kerrigan)
- Holliston Coleman (Hannah)
- Taylor Groothuis (5-Year-Old Anna)
- Saba Homayoon (Ms. Sarah Bishop)
- Paloma Stark (12-Year-Old Anna)
- Antonio Elias (Police Officer)
- Shannon Welles (Octogenarian Ariel)

### Épisode 21:Barney
- États-Unis : 14 mai 2010 sur CBS
- France : 25 septembre 2010 sur M6[4]
- Suisse : 1er octobre 2010 sur TSR1[9]

- États-Unis : 6,22 millions de téléspectateurs

- Roma Maffia (Victoria Gossett)
- Jason Dechert (Shane Carnahan)
- Sam Lloyd (Danny Watson)
- Alexandra Chando (Melissa Treynet)
- Pat Skipper (Bill Ruettiger)

### Épisode 22:Puisqu'il faut partir
- États-Unis : 21 mai 2010 sur CBS
- Suisse : 1er octobre 2010 sur TSR1[9]
- France : 2 octobre 2010 sur M6[4]

- États-Unis : 6,82 millions de téléspectateurs

- Tina DiJoseph (Lynn DiNovi)
- Teri Polo (Mary-Louise Graff)
- Brett Davern (Ryan Graff)
- Roxanne Hart (Lily Devalos)
- Margaret Colin (Kelly Shuler)
- Matt Roth (Walter Graff)
- John K. Linton (Clarence Denton)
- Christopher Duva (DJ)
- Christina Scherer (Shannon Mitchell)